# WWIN
WWIN ist ein christlicher Radiosender für Gospel-Musik. Er sendet ein Programm mit dem Titel „Spirit 1400“ auf Mittelwelle 1400 kHz für Baltimore. 
Das Programm besteht aus zeitgenössischem und traditionellem Gospel.